# José Reyes Baeza Terrazas
José Reyes Baeza Terrazas (Delicias, Chihuahua; 20 de septiembre de 1961) es un político y abogado mexicano, miembro del Partido Revolucionario Institucional. Fue gobernador de Chihuahua de 2004 a 2010, con anterioridad había ocupado los cargos de alcalde de la capital del estado y diputado federal. En el gobierno de Enrique Peña Nieto se desempeñó como titular del Fovissste y del Instituto de Seguridad y Servicios Sociales de los Trabajadores del Estado de 2015 a 2018.

## Estudios
José Reyes Baeza estudió la secundaria en la Escuela Federal Leyes de Reforma, para luego continuar sus estudios en la Preparatoria Federal por Cooperación Activo 20-30 Albert Einstein, ambas en Ciudad Delicias, Chihuahua. Estudió Derecho en la Universidad Autónoma de Chihuahua donde se graduó con mención especial, fue Consejero Universitario, Presidente de la Sociedad de Alumnos y mosteriormente se desempeñó como catedrático.

## Carrera política
Inició su carrera política durante el gobierno de su tío, el gobernador de Chihuahua Fernando Baeza Meléndez, ocupando el cargo de director general de Desarrollo Urbano y Ecología de 1986 a 1992, posteriormente se dedicó al ejercicio de su profesión en forma particular.

### Presidencia municipal
Regresó a la actividad política en 1998, cuando fue impulsado como precandidato a Presidente Municipal (alcalde) de la ciudad de Chihuahua por el entonces candidato a gobernador por el PRI Patricio Martínez García, en la elección interna del PRI enfrentó y derrotó a Manuel Russek Valles, Pedro Domínguez Alarcón y Santiago de la Peña Romo y en la elección constitucional enfrentó al candidato del PAN, Guillermo Villalobos Madero, resultando electo para el periodo de 1998 a 2001, durante la campaña fue criticado el hecho de que buscara la alcaldía de Chihuahua siendo originario de Ciudad Delicias.
Durante su administración llevó a cabo obras de infraestructura urbana, así como desarrollo económico e industrial de la capital, lo cual le dio un importante caudal político y de popularidad al terminar su gestión.

### Diputado federal
Al dejar el cargo de alcalde, el gobernador Patricio Martínez lo nombró director general de Pensiones Civiles del Estado de Chihuahua, el organismo encargado de proveer seguridad y servicios sociales a los trabajadores del gobierno del estado, ocupó este cargo de 2001 a 2003, cuando renunció a este cargo para ser candidato a diputado federal plurinominal, por entonces ya se mencionaba insistentemente como posible candidato a gobernador, y fue inscrito en el lugar número 1 de la lista del PRI de candidato a diputados plurinominales por la Segunda circunscripción, resultando electo Diputado a la LVIII Legislatura para el periodo de 2003 a 2004, sin embargo lo ejerció solo un mes y una semana pues pidió licencia el 8 de octubre de 2003 para buscar ser candidato de su partido a gobernador de Chihuahua.

### Gubernatura de Chihuahua
Para lograr la candidatura del PRI a gobernador enfrentó en la elección interna a Víctor Anchondo Paredes, quien fuera secretario general de Gobierno, gobernador interino y diputado al Congreso de Chihuahua; obtuvo un amplio triunfo y posteriormente fue postulado además del PRI, por el Partido del Trabajo y el Partido Verde Ecologista de México, que conformaron la coalición electoral «Alianza con la Gente». En las Elecciones constitucionales se enfrentó al candidato de la coalición formada por el Partido Acción Nacional, el Partido de la Revolución Democrática y Convergencia, denominada «Todos Somos Chihuahua», el entonces senador Javier Corral Jurado; los resultados oficiales le dieron la victoria al obtener 561,106 votos, que representan el 56.48 % del total, frente al 41.38 % de Corral.
Asumió el cargo el 4 de octubre de 2004, durante su gobierno mejoró notablemente las relaciones del estado como el gobierno federal, que habían sido de abierto enfrentamiento durante la gestión de su antecesor y también mejoró su relación con sus opositores políticos. El mayor problema que enfrentó durante su gestión fue el de la inseguridad pública y la influencia de los cárteles del narcotráfico, que se manifestaron en enfrentamientos armados entre grupos de sicarios y ejecuciones, ante esto rediseñó en dos ocasiones las fuerzas policíacas del estado, con malos resultados.

#### Presunto atentado
El 22 de febrero de 2009 el convoy que lo resguardaba fue atacado por un grupo de sicarios en las calles de la ciudad de Chihuahua, ataque en el cual su camioneta no fue bloqueada ni alcanzada por disparos, pero sí otra que lo custodiaba y donde viajaban tres guardias de seguridad, uno de los cuales resultó muerto y dos con heridas graves; así como un sicario herido de gravedad. El ataque ocurrió en la intersección del Periférico de la Juventud y el Bulevar Antonio Ortiz Mena al suroeste de la capital del estado cuando el gobernador se dirigía a la Casa de Gobierno, según sus propias declaraciones al llegar a dicho cruce se dio cuenta de que una de las camionetas de sus escoltas era atacada, por lo que continuó su marcha y el resto de la escolta se quedó a repeler la agresión, sin embargo declaró que nunca fue atacado directamente; el gobernador fue entonces resguardado en la Casa de Gobierno desde donde ofreció una conferencia de prensa relatando los hechos, minutos antes aseguró haberse comunicado con el Secretario de Gobernación, Fernando Gómez-Mont Urueta, a quien relató lo ocurrido y solicitó apoyo. El atentado se produce en el contexto de la Guerra contra el narcotráfico en México en la cual el estado de Chihuahua ha sido duramente castigado por los enfrentamientos entre bandas rivales de narcotraficantes así como con las fuerzas de seguridad y el Ejército Mexicano.
Al día siguiente el gobernador refrendó el considerar que no había sido atacado directamente y que la agresión había sido en contra de su escolta, ese mismo día fueron localizados los vehículos involucrados en el ataque, ambos incendiados, uno en la Carretera Federal 45 rumbo a Ciudad Juárez y otro en la Sierra de Nombre de Dios al oriente de la ciudad; por la noche del 23 de febrero la Procuraduría General de la República anunció la atracción de las investigaciones del atentado.

#### Deuda en Chihuahua
Durante su administración como Gobernador endeudó al estado con una cifra estimada de 28 mil millones de pesos.

### Funcionario Federal en ISSSTE
El 6 de diciembre de 2012 asumió el cargo de Vocal Ejecutivo del Fondo para la Vivienda del Instituto de Seguridad y Servicios Sociales para los Trabajadores del Estado (FOVISSSTE).
El 27 de agosto de 2015, el presidente Enrique Peña Nieto realizó varios cambios en su gabinete, nombrando a Reyes Baeza como director general del ISSSTE en sustitución de Luis Antonio Godina Herrera.
Renunció a la dirección general del ISSSTE el 27 de enero de 2018 para ser candidato del PRI a senador por Chihuahua en fórmula con Georgina Zapata Lucero, solicitando su registro como precandidato el día 28 de enero. Finalmente resultó no electo tras perder la elección al quedar en tercer lugar por debajo de las fórmulas de las coaliciones Juntos Haremos Historia y Por México al Frente.